# Devin Way
Devin Way es un actor estadounidense, conocido por sus papeles principales en Queer as Folk y Anatomía de Grey.

## Carrera
De 2019 a 2020, interpretó al Dr. Blake Simms en la serie de televisión Anatomía de Grey. Su personaje también apareció en un episodio del spin-off de Grey's Anatomy Station 19.
En 2022, figura en el reparto de la serie de televisión Queer as Folk, donde ocupa uno de los papeles principales. Interpreta a Brodie, un joven queer que tiene miedo al compromiso.

## Filmografía

### Cine
| Año  | Título             | Papel                | Notas        |
| ---- | ------------------ | -------------------- | ------------ |
| 2008 | David & Fatima     | Patrón del club      |              |
| 2018 | Boundaries         | Dante                |              |
| 2018 | Optimistic Realist | Asistente de casting | Cortometraje |
| 2020 | Almost True        | Novio                | Cortometraje |
| 2021 | The Match          | Jayden               | Cortometraje |

### Televisión
| Año       | Título           | Papel           | Notas        |
| --------- | ---------------- | --------------- | ------------ |
| 2019-2020 | Anatomía de Grey | Dr. Blake Simms | 8 episodios  |
| 2020      | Station 19       | Dr. Blake Simms | 1 episodio   |
| 2022      | Queer as Folk    | Brody Beaumont  | Protagonista |

## Vida personal
Devin Way nació el 15 de noviembre de 1989.